# السی فیشر
السی کیت فیشر (انگلیسی: Elsie Kate Fisher؛ زادهٔ ۳ آوریل ۲۰۰۳) هنرپیشه اهل ایالات متحده آمریکا است. وی از سال ۲۰۰۹ میلادی تاکنون مشغول فعالیت بوده‌است.
از فیلم‌ها، انیمیشن ها یا برنامه‌های تلویزیونی که وی در آن نقش داشته‌است می‌توان به من نفرت انگیز، ماشا و خرس، مک‌فارلند، آمریکا، کلاس هشتم اشاره کرد.
او برای فیلم کلاس هشتم نامزد جایزه گلدن گلوب بهترین بازیگر زن فیلم موزیکال یا کمدی در سال ۲۰۱۹ شده‌است.

## فیلم شناسی

### سینما
| سال  | عنوان            | نقش         | یادداشت |
| ---- | ---------------- | ----------- | ------- |
| ۲۰۱۰ | من نفرت‌انگیز     | اگنس        | صداپیشه |
| ۲۰۱۰ | دختر کثیف        | تیفانی      |         |
| ۲۰۱۳ | من نفرت‌انگیز ۲   | اگنس        | صداپیشه |
| ۲۰۱۳ | رفتار بد         | گریس        |         |
| ۲۰۱۳ | عمودی            |             |         |
| ۲۰۱۵ | مک‌فارلند، آمریکا | جیمی وایت   |         |
| ۲۰۱۸ | کلاس هشتم        | کایلا دی    |         |
| ۲۰۱۹ | خانواده آدامز    | پارکر نیدلر | صداپیشه |

### تلویزیون
| سال       | عنوان      | نقش          | یادداشت                          |
| --------- | ---------- | ------------ | -------------------------------- |
| ۲۰۰۹      | متوسط      | جوانی بریجیت | قسمت: بعد … و دوباره             |
| ۲۰۰۹–۲۰۱۲ | ماشا و خرس | ماشا         | صداپیشه (دوبله انگلیسی)، ۲۶ قسمت |
| ۲۰۱۹      | کسل راک    | جوی ویکلز    | بازیگر اصلی : فصل دوم            |